# 1990年1月26日日食
1990年1月26日日食是一次日環食，發生於1990年1月26日（東半球大多為1月27日）。新月當天（即朔日），地球上觀測到月球和太阳的角距離極小，此時月球如果恰好在月球交點附近，穿過太阳和地球之間，與地球、太阳接近一直線，則會出現日食。月球穿過太阳和地球之間，但距地球較遠，本影未能接觸地表，而使偽本影覆蓋的區域內看到月球的角直徑小於太陽，就形成日環食，同時在偽本影兩側數千公里的半影範圍內形成日偏食。此次日環食經過了南极洲伊麗莎白公主地、麦克·罗伯逊地、肯普地、恩德比地、毛德皇后地、科茨地，日偏食則覆蓋了南极洲絕大部分區域、新西兰南半部、南美洲中南部及周邊部分地區。

## 日食概況

### 出現區域
此次日環食發生時，月影偽本影在南极洲麦克·罗伯逊地與伊麗莎白公主地交界處、距普里茲灣約75公里處即將日落時最先接觸地球表面，隨後向南偏西方向移動，穿過肯普地、恩德比地、毛德皇后地並逐漸轉向西北移動，從科茨地進入威德爾海，在海岸西北約300公里的海域達到最大食分。此後偽本影又逐漸轉向東北移動，在日落時分結束於戈夫岛以南約860公里的南大西洋洋面。環食帶覆蓋的南極科學考察站僅有瑞典斯維站一個，當時尚未建造的中國南極泰山站也在環食帶內。
除了上述狹窄的環食帶內能看到日環食之外，月球半影覆蓋範圍內都能看到日偏食，包括除印度洋部分沿岸地區外的南极洲大部分地區、新西兰南半部、智利、阿根廷、秘鲁東南角、玻利維亞除西北部外的大部、巴拉圭、乌拉圭、巴西中南部、福克兰群岛、南乔治亚和南桑威奇群岛、布韦岛、特里斯坦-达库尼亚。
月球在其軌道上自西向東轉動，發生日食時，月球在地球表面的陰影也大多自西向東移動，而從地球上看，太阳的西側先被月球遮掩，然後逐漸向東。但此次日食發生在南半球的夏季，地軸南端向太阳方向傾斜，月球偽本影是從晨昏圈最南端附近的區域開始接觸地球的，因而環食帶在南极洲及其附近的一段，以及環食帶南極洲段附近被半影覆蓋、看到日偏食的區域內，月影在地表自東向西移動，地面上看到的太阳東側最先被月球遮掩。一般日食開始於晨線，結束於昏線，即在最先看到日食的地方，日食出現在日出時分，而此次日環食開始和結束均在昏線上，其中南极洲最先看到日環食的地方是夏季白晝很長的高緯度地區。此外，環食帶經過的南极洲和南太平洋洋面均沒有確定使用的时区，且南極洲許多區域處於極晝，從地理位置上看，日環食大多發生於1月26日夜晚，普里茲灣附近的部分區域從1月26日子夜前不久開始，在1月27日凌晨結束。而對於日偏食區域，除南极洲無確定时区，南美洲和南大西洋部分位於國際日期變更線以東，在1月26日看到日偏食，新西兰部分位於該線以西，在1月27日看到日偏食。

### 基本參數
- 類型：日環食
- 食甚中心處（位於南极洲科茨地海岸西北約300公里的威德爾海）資料：
  - 時間：1990年1月26日19:30:27.0
  - 地點：71°1.1′S 22°15.1′W / 71.0183°S 22.2517°W
  - 食分：0.9670（環食帶內最大）
  - 日環食持續時間：2分2.8秒

## 相關的日食

### 1990-1992年的日食
月球交替位於相對的月球交點時，以半個交點年（食年），即約177天又4小時間隔出現下列日食。
| 升交點   | 升交點                    |          | 降交點             | 降交點 |
| 沙羅週期 | 地圖                      | 沙羅週期 | 地圖               |        |
| 121      | 1990年1月26日 環食        | 126      | 1990年7月22日 全食 |        |
| 131      | 1991年1月15日 環食        | 136      | 1991年7月11日 全食 |        |
| 141      | 1992年1月4日 環食         | 146      | 1992年6月30日 全食 |        |
| 151      | 1992年12月24日 偏食（北） |          |                    |        |

### 沙羅周期
沙羅周期長度為18年11天。本次日食屬於沙羅周期121，共包含71次日食，依次為944年4月25日至1052年6月29日的7次日偏食、1070年7月10日至1809年10月9日的42次日全食、1827年10月20日至1845年10月30日的2次全環食（亦稱混合食）、1863年11月11日至2044年2月28日的11次日環食、2062年3月11日至2206年6月7日的9次日偏食，總共歷時1262.11年。其中最長的全食發生於1629年6月21日，共持續了6分20秒。
下表列舉了1901年至2100年間發生的屬於該周期的日食，是第55至65次：
| 55             | 56             | 57            |
| -------------- | -------------- | ------------- |
| 1917年12月14日 | 1935年12月25日 | 1954年1月5日  |
| 58             | 59             | 60            |
| 1972年1月16日  | 1990年1月26日  | 2008年2月7日  |
| 61             | 62             | 63            |
| 2026年2月17日  | 2044年2月28日  | 2062年3月11日 |
| 64             | 65             |               |
| 2080年3月21日  | 2098年4月1日   |               |

## 資料來源
1. ↑  樊忠玉. . 中国天文科普网.   [2016-02-21]. （原始内容存档于2014-09-17）.
2. 1 2  Fred Espenak. . NASA Eclipse Web Site.   [2016-02-21]. （原始内容存档于2020-10-21）.（英文）
3. ↑  Fred Espenak. . NASA Eclipse Web Site.   [2016-02-21]. （原始内容存档于2020-10-28）.（英文）
4. ↑  Xavier M. Jubier. .   [2016-02-21]. （原始内容存档于2016-10-26）.（法文）（英文）
5. ↑  Fred Espenak. . NASA Eclipse Web Site.   [2016-02-21]. （原始内容存档于2008-08-08）.（英文）
6. ↑  Fred Espenak. . NASA Eclipse Web Site.（英文）

## 外部連結
- NASA日食專頁（页面存档备份，存于）（英文）
- 可見區域圖和時間統計：由弗雷德·埃斯佩纳克做出的日食預報，NASA/GSFC
  - Google互動地圖呈現的日食範圍
  - 貝塞爾元素
- Google地圖顯示的日環食和日偏食範圍（页面存档备份，存于）（法文）（英文）

| \| \| 日食 \|                             |                              |                                           |
| 上一次日食： 1989年8月31日日食 （日偏食） | 1990年1月26日日食 （日環食） | 下一次日食： 1990年7月22日日食 （日全食） |
| 上一次日環食： 1988年9月11日日食          | 1990年1月26日日食 （日環食） | 下一次日環食： 1991年1月15日日食          |
|                                           | 日食                         |                                           |